# Teorema de Krein-Rutman
En análisis funcional, el teorema de Krein-Rutman es una generalización del teorema de Perron-Frobenius a los espacios infinitamente dimensionales de Banach. Fue probado por Krein y Rutman en 1948.

## Declaración
Dejar a {\displaystyle X} ser un espacio de Banach, y dejar{\displaystyle K\subset X} ser un cono convexo tal que {\displaystyle K-K} es denso en {\displaystyle X}, es decir, el cierre del grupo {\displaystyle \{u-v:u,\,v\in K\}=X}. {\displaystyle K} también se conoce como cono total. Dejar {\displaystyle T:X\to X} ser un operador compacto distinto de cero que es positivo, lo que significa que {\displaystyle T(K)\subset K}, y asumiendo que su radio espectral {\displaystyle r(T)} es estrictamente positivo.
Luego {\displaystyle r(T)} es un valor propio de {\displaystyle T} con vector propio positivo, lo que significa que existe {\displaystyle u\in K\setminus {0}} tal que {\displaystyle T(u)=r(T)u}.

## Teorema de De Pagter
Si el operador positivo {\displaystyle T} se supone que es ideal irreductible, es decir, no hay ideal{\displaystyle J\neq 0},{\displaystyle X} tal que {\displaystyle TJ\subset J}, entonces el teorema de De Pagter afirma que {\displaystyle r(T)>0}.
Por lo tanto, para operadores ideales irreductibles, el supuesto {\displaystyle r(T)>0} no es necesario.